# 張國煒
張國煒（英語：K.W. Chang，1970年9月6日—），臺灣企業家、民航機師、机务人员。為長榮集團創辦人張榮發之四子、二房之獨子。星宇航空創辦人兼現任董事長，曾任立榮航空董事長、長榮集團總裁、長榮航空董事長、長榮航空董事、長榮航空機師、長榮海運董事、榮運董事、關貿網路公司董事。為臺灣第一個擁有波音777、空中巴士A320系列以及空中巴士A350 XWB駕駛及維修專業證照的航空公司董事長。已婚並育有兩子。

## 生平

### 長榮航空時期
張國煒在任職長榮航空期間留職停薪，赴美學習開飛機，2010年完成波音777-300ER副駕駛訓練，2013年1月中旬通過交通部民航局機長考試。2014年9月1日，接任長榮集團管理總部副總裁。
2016年2月18日，自行宣布依照父親遺囑接任長榮集團總裁兼長榮航空董事長，但因與大房兄長之間的遺產爭議而出現變化。四天後的2月22日，遭長榮集團解除總裁職務，總裁所屬的管理總部亦遭廢除。3月11日，再被長榮集團解除長榮航空董事長職務，此外張國煒原訂於當天執行班表新加坡─台北飛行任務，遭長榮航空飛安部門取消，另派其他機師接替。

### 成立星宇航空
2016年11月30日，張國煒自行籌資創辦星宇航空，並由長榮航空前總經理、時任中華航空董事鄭傳義擔任副董事長。2018年5月2日，星宇航空正式成立。2019年10月28日，張國煒親駕星宇首架飛機（機型：A321neo）抵達台灣，星宇航空從籌設到空巴交機花不到3年時間。第二架飛機亦由張國煒親駕回台，於2019年12月23日上午7時58分降落在桃園機場5號左跑道。

### 兼任立榮航空董事長
2022年2月25日，張榮發三位兒子（張國明、張國政以及張國煒）聯手取得張國華主導的長榮國際，4月6日由長榮海運出身的鄭深池接任長榮國際董事長，隔日再撤換張國華派的總經理，牽動立榮航空董事會法人代表，4月14日立榮航空召開臨時董事會後宣布解任原董事長兼總經理的林志忠、由英屬維京群島商雲杉公司法人代表張國煒出任董事長、星宇航空董事長特助周寳裕出任總經理。9月27日張國煒宣布辭去立榮航空董事長的職位。

## 榮誉
- 法國榮譽軍團勳章騎士勳章（Chevalier）[25][26]